# آریزونا کلت بازمی‌گردد
آریزونا کُلت بازمی‌گردد (انگلیسی: Arizona Colt Returns) با نام اصلیِ آریزونا قاطی کرد... و دخل همشون رو آورد (ایتالیایی: Arizona si scatenò... e li fece fuori tutti) یک وسترن اسپاگتی به کارگردانی سرجو مارتینو است که در سال ۱۹۷۰ منتشر شد.

## بازیگران
- آنتونی استفن
- خوزه مانوئل مارتین
- آلدو سامبرل
- روزالبا نری
- مارچلا میکلانجلی
- راف بالتاساره
- سیلویو باگلینی
- روبرتو کاماردیل
- لوئیس باربو